# Milana Maslenkova
Milana Maslenkova (* 13. August 2001) ist eine usbekische Tennisspielerin.

## Karriere
Maslenkova spielt bislang vor allem auf der ITF Women’s World Tennis Tour, wo sie aber noch keinen Titel gewinnen konnte.
Bei den Tashkent Open stand sie 2019 dank einer Wildcard erstmals im Qualifikationsfeld eines WTA-Turniers.
Seit 2019 spielt sie auch für die usbekische Fed-Cup-Mannschaft, wo sie je einmal im Einzel und Doppel antrat und beide Begegnungen gewann.